# Александар Иванов (певач)
Александар Викторович Иванов (рус. Александр Викторович Иванов, блр. Аляксандр Віктаравіч Іваноў; Гомељ, 29. октобар 1994), познат и под псеудонимом IVAN, белоруско-руски је поп и рок певач.
Са песмом Help You Fly (срп. Помоћи ћу ти да полетиш) представљао је Белорусију на Песми Евровизије 2016. у Стокхолму, и заузео 12. место у другом полуфиналу са укупно 84 освојена бода.

## Биографија
Александар Иванов рођен је 29. октобра 1994. године у белоруском граду Гомељу. Од оца који је професионални музичар наследио је љубав ка музици још у раном детињству, и већ као осмогодишњи дечак почео је да похађа нижу музичку школу у којој је вежбао свирање на гитари.
Музичку каријеру започиње учешћем на рок фестивалу Mass Medium Fest 2009, а исте године оснива рок бенд Иванов и прелази да живи у Санкт Петербург где наставља да гради музичку каријеру. Како група није остварила неки запаженији успех, Иван убрзо почиње да гради соло каријеру и 2013. пријављује се за учешће у ријалити програму „Битка хорова” где је као члан Санктпетербуршког хора освојио друго место. Наредне године победио је на музичком фестивалу Пет звезда (рус. Пять звёзд) на руској Јалти, а наступао је у мјузиклу Ромео и Јулија у Санкт Петербургу. Након учешћа у телевизијском шоу програму Главна сцена — руској верзији ријалитија The X Factor — где је освојио друго место, објавио је своју прву песму под називом Крест и ладонь.
Крајем 2015. године белоруска национална телевизија је објавила да је Иванов један од десет учесника националног избора за Песму Евровизије 2016. године у Стокхолму. У финалној емисији одржаној 22. јануара 2016. Иван је наступио као седми и извео своју композицију Help You Fly (срп. Помоћи ћу ти да полетиш) са којом је освојио највише гласова публике, и на тај начин стекао право да представља Белорусију у Стокхолму у мају месецу.
Уочи почетка Евровизије Иванов је изјављивао да жели да се појави на сцени без одеће и окружен вуковима, а како се то косило са правилима Евросонга он је на сцени имао холограмске пројекције вукова, а на почетку извођења такође се појавила и његова холограмска пројекција без одеће. Белорусија је наступила у другом полуфиналу одржаном 12. маја и са освојена 84 бода и 12. местом није успела да се пласира у финале Песме Евровизије.